# Playa Malva Rosa
Playa Malva Rosa es una localidad peruana ubicada en el distrito de Barranca, perteneciente a la provincia homónima del departamento de Lima, en la costa central del Perú. 

## Ubicación
Playa Malva Rosa se ubica al oeste de la provincia de Barranca, en el distrito de Barranca, en el departamento de Lima.

## Demografía
En 2017 Playa Malva Rosa tenía una población de 5 habitantes.